# Beaumont-lès-Valence
Beaumont-lès-Valence är en kommun i departementet Drôme i regionen Auvergne-Rhône-Alpes i sydöstra Frankrike. Kommunen ligger i kantonen Portes-lès-Valence som tillhör arrondissementet Valence. År 2022 hade Beaumont-lès-Valence 4 272 invånare.

## Befolkningsutveckling
Antalet invånare i kommunen Beaumont-lès-Valence
Referens:INSEE